# Венизелос, Элефтериос
Элефте́риос Кириа́ку Венизе́лос (греч. Ελευθέριος Κυριάκου Βενιζέλος; 23 августа 1864, дер. Муриниес, Крит, Османская империя — 18 марта 1936, Париж, Франция) — греческий политический и государственный деятель, 8 раз занимавший должность премьер-министра в период с 1910 по 1933 год.

## Биография

### Ранние годы. Борьба за объединение Греции и Крита
Его предки жили в Мистре, откуда после Пелопоннесского восстания бежали на Крит и где проживала его семья, мало связанная с традиционными греческими кланами. Его отец был видным участником критского революционного движения против власти Османской империи. После Критского восстания 1866—1869 годов семья вынуждена была переселиться на остров Сирос.
Окончил юридический факультет Афинского университета в 1886 году, вернулся на Крит и занялся юридической практикой, безуспешно пытался быть избранным судьёй Апелляционного суда Ханьи, после чего подается в отставку с должности асессора. Также занимался журналистской деятельностью, был одним из основателей газеты Lefka Ori, где критиковал османские власти острова. Вскоре начал заниматься политической деятельностью, был выбран в национальную ассамблею как член Либеральной партии. После введения на Крит в 1889 г. 40-тысячного турецкого контингента был вынужден уехать в Грецию, где его принимает премьер-министр Харилаос Трикупис, который сообщает, что Греция не будет вмешиваться в критский вопрос из-за позиции «великих держав». После апрельской амнистии 1890 года вернулся на остров.
В 1896—1897 годах обстановка на Крите накаляется: разъяренной мусульманской толпой были убиты консулы Греции и России, затем произошли погромы в христианских кварталах Ретимно и Ираклиона, христианский район Ханья сожжен, а его жители убиты. В результате этих событий Венизелос присоединяется к критским революционерам. Был одним из лидеров Критского восстания. И хотя оно потерпело неудачу, Крит благодаря вмешательству европейских держав добился автономии в составе Османской империи.

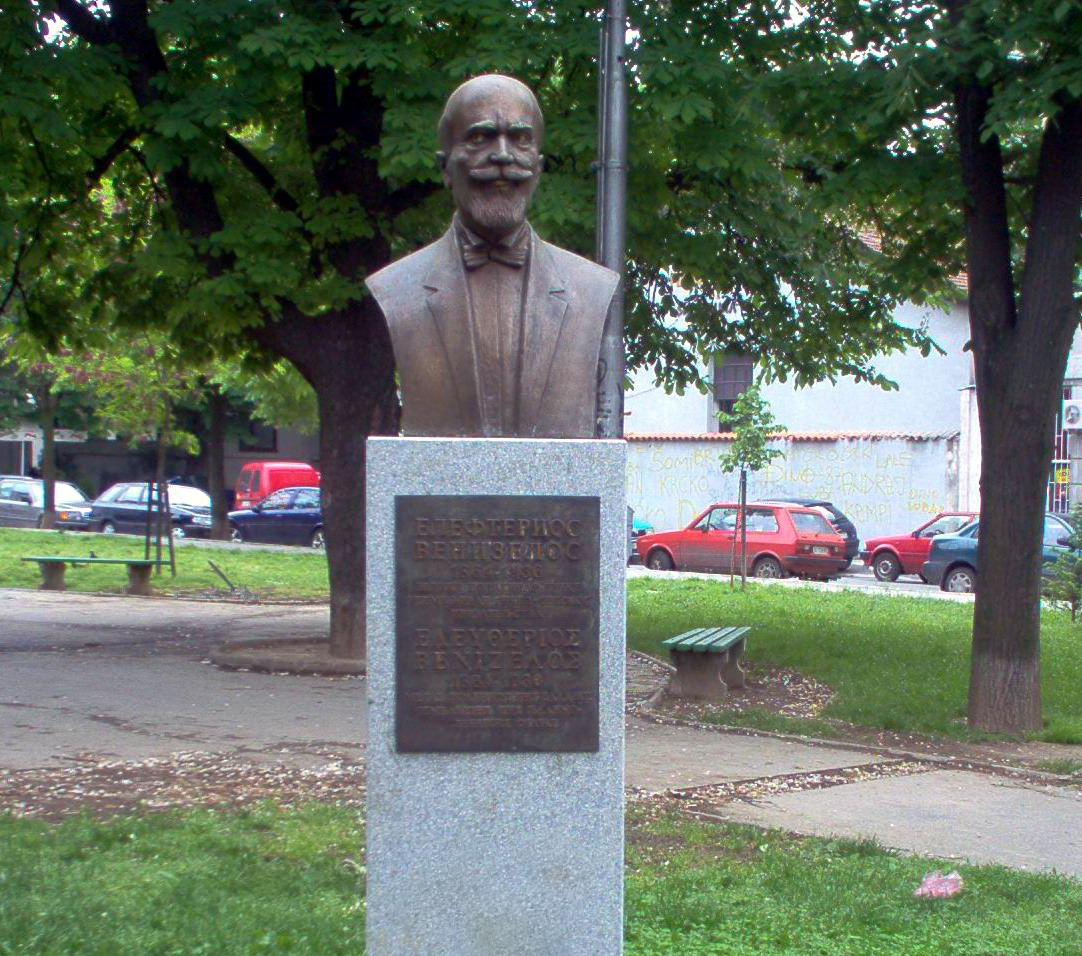
Бюст Элефтериоса Венизелоса в Белграде, Сербия

Был одним из главных разработчиков Конституции Крита. После избрания в парламент возглавил министерство юстиции в правительстве автономного Крита, участвовал в создании полицейских сил автономного Крита и реформировании судебной системы. Были пересмотрены гражданский, коммерческий, уголовный и процессуальный кодексы. Вскоре начались трения между ним и правителем автономии принцем Георгом, в отличие от принца он считал, что объединение Крита с Грецией преждевременно, тем более что критские институты все еще нестабильны. Он был отправлен в отставку, развернувшаяся в дальнейшем борьба привела к новому восстанию и изгнанию Георга с острова в 1906 году. Венизелос получил пост в новом правительстве Александроса Заимиса. 10 октября 1908 года, воспользовавшись отсутствием Заимиса, комитет, который его заменял, провозгласил союз Крита с Грецией, и эта позиция впоследствии была одобрена парламентом. Пост Верховного комиссара был упразднен и принята греческая конституция. Однако греческое правительство Георгиоса Теотокиса не решилось ратифицировать этот союз.
В 1908 году в Афинах офицеры основали тайное общество — «Военную лигу», которое ставило задачей возрождение Греции после провала попытки объединения с Критом и поражения в Первой греко-турецкой войне. После Афинского восстания (1909) политический авторитет Лиги серьезно возрос и вскоре ее глава — полковник Николаос Зорбас был назначен военным министром. После назначения выборов в марте 1910 года Венизелос убеждает своих соратников распустить Военную лигу.

### Премьер-министр Греции
По результатам выборов его Либеральная партия получила относительное большинство в парламенте и в октябре 1910 года он становится премьер-министром Греции. Благодаря энергичным действиям Венизелоса и его соратника адмирала Кундуриотиса страна оказалась хорошо подготовленной к Балканским войнам, в результате которых её территория существенно увеличилась за счёт присоединения Македонии, Крита и Эгейских островов. В отличие от короля Константина I, симпатизировавшего Германии и настроенного нейтрально, Венизелос был сторонником войны Греции на стороне Антанты.
В сфере внутренней политики в 1911 году были разработаны 50 конституционных поправок, что фактически создало новый Основной закон. В нем, в частности, был пересмотрен статус собственности, что открыло возможность аграрной реформы (300 000 акров были распределены среди 4000 фермерских семей в Фессалии); была сформирована система сельскохозяйственного образования, а также сельскохозяйственных кооперативов; было создано Министерство сельского хозяйства и назначен агроном в каждом регионе страны. Государственные служащие становятся несменяемыми, и часть набора осуществляется по конкурсу, магистраты попадают под защиту Высшего судебного совета. Социальные меры, принятые на парламентской сессии 1911 года улучшают положение рабочего класса: запрет детского труда, ночного труда для женщин, был введен обязательный воскресный отдых, создана система социального страхования. Стабилизация драхмы позволяет получать новые кредиты за рубежом, при этом государственный бюджет становится профицитным. Налог на сахар был снижен на 50 %. С помощью французских специалистов были модернизированы Вооруженные силы, а при поддержки Великобритании — Военно-морской флот, в то же время военные были исключены из политической жизни, что вызвало их недовольство и стремление осуществить переворот. На очередных выборах в марте 1912 года либералы получают большинство: 146 из 181 мест в Национальном собрании. В должности премьер-министра Венизелос участвовал во втором полёте в истории греческой авиации.
Его отставка в 1915 году приводит к глубокому политическому расколу в Греции. В результате конфликта между ним и королём в 1916 году Греция размежевалась на две части — контролируемые соответственно королём и Венизелосом, каждая со своим правительством (это событие известно как «национальный раскол»). Конфликт завершился давлением дипломатии и войск Антанты, изгнанием короля весной 1917 года (за что архиепископ Афинский Феоклитос 25 декабря отлучил его от церкви), коронацией его сына Александра и вступлением Греции в войну на стороне Антанты. После войны Венизелос представлял Грецию на Парижской мирной конференции и добился включения в её состав Фракии и Ионии.
В 1917—1920 годах вновь находился на посту премьер-министра Греции. Изнуренная внутренним противостоянием и войнами страна нуждалась во внешней финансовой помощи. В августе 1917 года Франция одолжила Греции тридцать миллионов золотых франков для создания двенадцати дивизий. Затем было заключено соглашение, по которому был получен кредит в размере 750 миллионов золотых франков в обмен на 300 000 солдат, предоставленных в распоряжение генерала Гийома. Греческие войска участвовали в битве при Скра-ди-Легене (1918).
В сфере внутренней политики происходит реорганизация финансовой системы. Закон № 1698 от 28 января 1919 года создает условия, необходимые для привлечения иностранцев в Грецию и облегчения их пребывания. Это первый закон, который был направлен на развитие туризма. Также принимаются законы для содействия промышленному развитию, разворачивается строительство новых промышленных предприятий в Пирее, Фалере и Элевсине и стимулируется создание крупных отраслевых компаний. При этом созидается законодательство в сфере охраны труда. Формируется система профессионального образования. Была подготовлена новая аграрная реформа, которая распределила земли на больших территориях с малой эксплуатацией между бедными крестьянами.
В 1919 году Греция в нарушение Мудросского перемирия развязала вторую войну с Турцией, целью которой было создание «Великой Греции». Он надеялся на помощь Антанты, которая в реальности оказалась весьма небольшой. 12 августа он стал жертвой покушения со стороны двух греческих офицеров-роялистов на Лионском вокзале и был ранен в руку. Эта атака вызывает беспорядки в Афинах, где венизелисты нападают на своих политических противников. Дома лидеров оппозиции разграблены, а один из ее лидеров Ион Драгумис был арестован и расстрелян в военных казармах района Абелокипи. Сам Венизелос был потрясен вестью об убийстве Драгумиса. Его секретарь сообщил, что он расплакался.
В 1920 году, после смерти короля Александра, роялисты вернули на трон его изгнанного отца, Константина, а Венизелос уехал в Париж и на время ушёл из политической жизни. Тем временем, Греция после значительных успехов в начале войны потерпела разгромное поражение от турецких войск под командованием Ататюрка, которое привело не только к потере значительной территории, но и к гуманитарной катастрофе — Греции пришлось принять около 1,2 млн греческих беженцев, изгнанных с родных земель.
В 1923 году Венизелос вернулся в Грецию, вновь получил пост премьер-министра и участвовал в мирных переговорах с Турецкой республикой. После очередного политического кризиса в 1924 году он оставил свой пост и на некоторое время покинул Грецию. В последующие годы венизелизм доминировал в политической жизни, а его противники были без лидера. Различные политические партии, борющиеся за власть, являются наследниками Либеральной партии, созданной Венизелосом в 1910 году, и все они утверждают, что являются последними. По возвращении на родину в марте 1927 года он возглавил Либеральную партию в парламенте.
В 1928—1932 годах он вновь возглавлял греческое правительство, добился нормализации отношений с соседними государствами: урегулировал ряд важных территориальных споров с Турцией, Италией и Югославией. В этот период правительство развернуло программу мелиорации сельскохозяйственных равнин, программы по борьбе с малярией и туберкулезом. Был создан сельскохозяйственный банк для кредитования фермеров и кооперативов. Была проведена аграрная реформа, новым министром Георгиосом Папандреу проведена модернизация системы образования. Однако оппозиция его резко критикует именно за внутреннюю политику, обвиняя в том, что он ведет себя как диктатор и тратит государственные финансы, пока мир находится в кризисе. В результате экономического кризиса 1929 года политические позиции премьер-министра значительно пошатнулись. Экспорт сельскохозяйственной продукции, основного источника дохода, сокращается. Другой значимый источник капитала, денежные переводы эмигрировавших греков, тоже иссякали. Морской транспорт, одна из сильных сторон Греции с ее судовладельцами, также затронут кризисом вследствие кризиса международную торговли. Начинается стремительный рост цен на продукты и товары. В марте 1932 года после того, как он не смог добиться получения кредита Совета Лиги Наций, был объявлен дефолт по кредитным соглашениям, заключенным с Великобританией, Францией и Италией. Чтобы сохранить свое большинство в палате на предстоящих выборах в законодательные органы, он решил восстановить пропорциональное представительство, которое он критиковал в 1928 году. Однако несмотря на все усилия на сентябрьских выборах 1932 года Либеральная партия потерпела поражение.
Последний раз занимал пост премьер-министра с января по март 1933 года. Назначив внеочередные выборы потерпел на них поражение от роялистов и ушёл в отставку.

### Последние годы

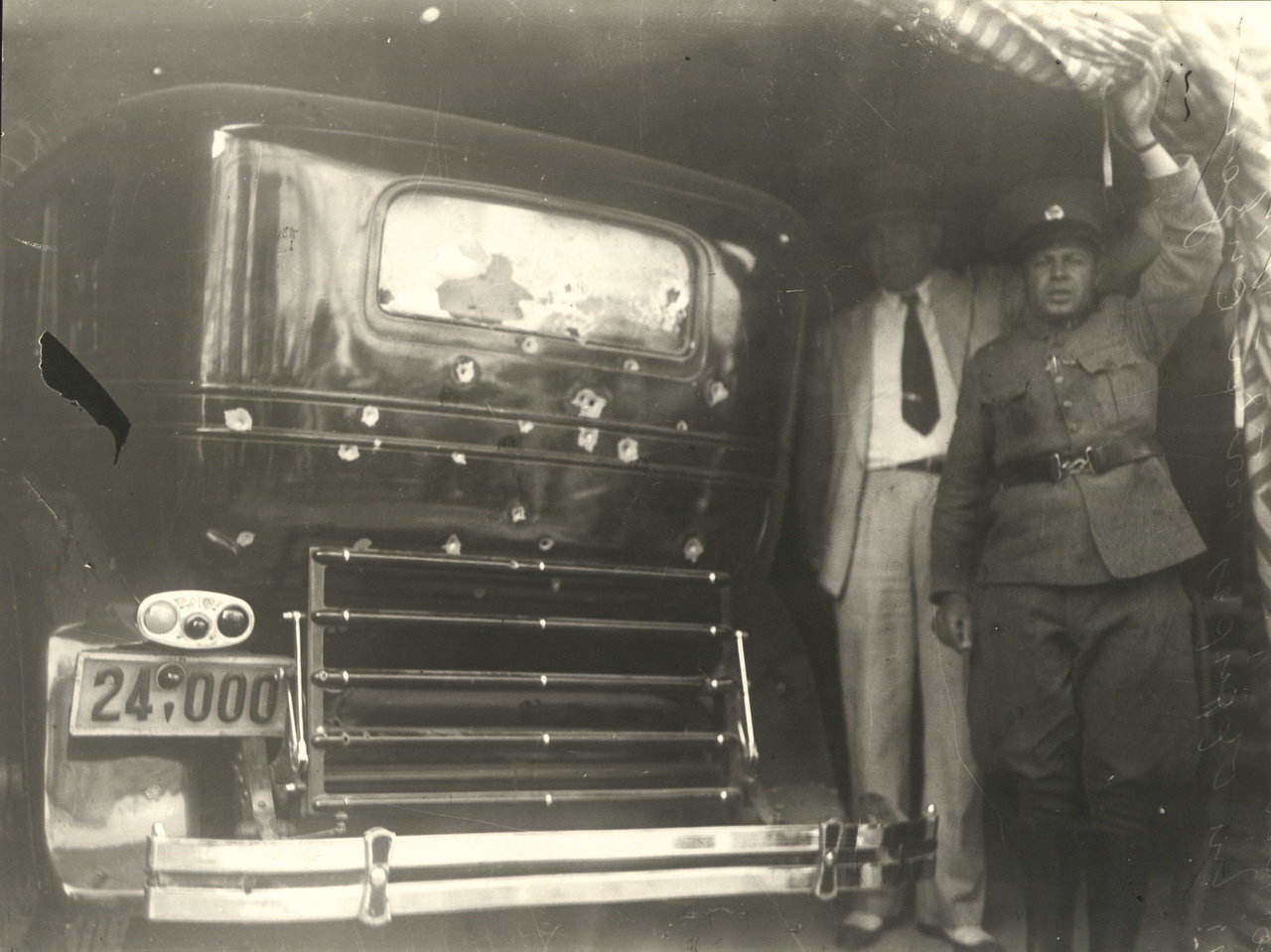
Автомобиль Венизелоса после покушения 6 июня 1933 года

После неудавшейся попытки военного переворота во главе с генералом Николаосом Пластирасом был заподозрен в соучастии. В июне 1933 года на его машину напали люди, вооруженные пистолетами и пулемётом. Сам Венизелос не пострадал, но его жена и водитель были ранены, а телохранитель был убит. Уйдя в оппозицию, критикует политику правительства, в основном в области международных отношений. Он считает, что Балканский договор о взаимном обеспечении границ февраля 1934 года, связывающий Румынию, Югославию, Турцию и Грецию, рискует втянуть его страну в войну с великой небалканской державой.
После прихода к власти консервативного генерала Иоанниса Метаксаса, давнего противника Венизелоса, генерал Пластирас предпринял еще одну попытку государственного переворота 1 марта 1935 года. Венизелос полностью поддержал его. Однако плохо подготовленное восстание терпит неудачу. Венизелистские газеты были запрещены, а многие его сторонники были убиты или арестованы. Преследуемый политик вынужден был покинуть страну на борту крейсера Averoff. На родине ему был заочно вынесен смертный приговор, затем король Георг II его амнистировал.
Его взгляды колебались от либерального республиканизма до консервативного монархизма, но всегда отличались крайним национализмом.
Умер в Париже, с почётом похоронен на полуострове Акротири (Крит) недалеко от того места, где он возглавил Критское восстание.
Его второй сын, Софоклис Венизелос, также был премьер-министром Греции.

### Память
Его имя было присвоено аэропорту Афин, парому ANEK Lines, связывающего Италию с Грецией, станции афинского метро.
Также ему были посвящены несколько песен, в том числе «Tis amynis ta paidia» (около 1918 г.), которая вновь стала популярной после успеха фильма «Рембетико».
В 1965 году Лила Куркулату сняла исторический документальный фильм о жизни Венизелоса под названием «Элефтериос Венизелос». Критики считают это серьезной и искренней работой, несмотря на слабые стороны сценария и реализации. Фильм был запрещен после прихода в 1967 году к власти режима «чёрных полковников».
В 1980 году была издана его биография, посвященная периоду 1910—1927 годов.
Изображение Венизелоса также присутствует на греческой монете 0,50 €.

### Награды и звания
Был награжден греческим орденом Спасителя, Большим крестом польского ордена Белого орла, Большим крестом французского ордена Почётного легиона.